# Micranthes pensylvanica
Micranthes pensylvanica là một loài thực vật có hoa trong họ Saxifragaceae. Loài này được (L.) Haw. miêu tả khoa học đầu tiên năm 1821.